# Saguinus mystax pileatus
Saguinus mystax pileatus (лат.) — подвид усатого тамарина. Ранее иногда считался самостоятельным видом (Saguinus pileatus).

## Описание
Относительно небольшие животные, вырастающие в длину до 56 см. Шерсть черная, в том числе хвост и конечности, за исключением светлых прядей на мордочке, образующих «усы», впрочем, менее выраженные, чем у усатого тамарина. Шерсть на голове от затылка до лба имеет красноватый оттенок.

## Распространение
Относительно малоизученный подвид. Обитают в бразильском штате Амазонас к югу от Амазонки и к востоку от рек Тефе и Куари. Предпочитают нижний ярус дождевых лесов.

## Образ жизни
Дневные животные, большую часть жизни проводящие на деревьях. Образуют небольшие группы с доминантной самкой. Самки образуют пары со всеми половозрелыми самцами в группе (полиандрия), хотя отмечались также случаи полигинии и моногамии. В рационе преимущественно фрукты и насекомые, кроме того яйца и мелкие позвоночные.

## Статус популяции
В 2020 году Международный союз охраны природы присвоил этому подвиду охранный статус «вызывает наименьшие опасения» (англ. Least concerned). Критических угроз подвиду не выявлено.